# Дајана Сојер
Лајла Дајана Сојер (енгл. Lila Diane Sawyer), познатија под именом Дајана Сојер је новинарка америчке ТВ куће ABC и ководитељ емисије АБЦ: Добро јутро Америко (ABC's Good Morning America) са Робин Робертс.
Рођена је 22. децембра 1945. године у држави Кентаки, САД. Студирала је енглески језик и дипломирала на колеџу Велсли 1967. Била је новинар локалне ТВ станице WLKY-TV у Луивилу (Кентаки) до 1970, када секретара за односе са јавношћу у Белој кући ангажовао да ради у администрацији Ричарда Никсона.
Од 1978. као дописник обрађује политичке теме за ТВ кућу CBS, поставши ководитељ CBS-ових вести 1981. Од 1984. до 1989. била је дописник за емисију 60 минута. Године 1989. прешла је на ABC као ководитељ емисије Primetime Live with Sam Donaldson. Од 1999, заједно са Чарлсом Гибсоном, води АБЦ-ову емисију вести Добро јутро, Америко.